# Ópal
Der Schoner Ópal ist ein isländisches Segelschiff, das vom Unternehmen „Norðursigling/North Sailing“ zur touristischen Walbeobachtung eingesetzt wird.

## Geschichte
Das Schiff wurde 1951 in der Boddenwerft in Ribnitz-Damgarten gebaut und war unter dem Namen Albrecht Dürer mit dem Fischereikennzeichen SAS 247 als Trawler in Ostsee, Nordsee und Barentssee im Einsatz. Später wurde es nach Dänemark verkauft und 1970 in Opal umbenannt. Von 1973 bis 1981 wurde es zu einem Zweimast-Schoner umgebaut. Um 2012 wurde es an Norðursigling verkauft. Neuer Name des Schiffes wurde Ópal.
In den 2010er Jahren wurde im Rahmen eines Projektes von Nordic Innovation (einer Organisation des Nordischen Ministerrates) ein leiser Elektroantrieb ergänzt. Mit Hilfe spezieller Schiffsschrauben eines schwedischen Caterpillar-Tochterunternehmens und Batterietechnik der Schweizer Lithium System AG können sich die Batterien des Schiffes bei Fahrt unter Segeln aufladen. Bei der ersten Fahrt 2016 war auch Premierminister Sigmundur Davíð Gunnlaugsson an Bord.